# Goldberg (Mecklenburg)
 Goldberg  város a Németország Mecklenburg-Elő-Pomeránia tartományában.

## Fekvése
Schwerintől 50 km-re keletre és Rostocktól 60 km-re délre terül el.

## Története
Pribislav herceg emelte a települést város rangjára 1248-ban. Egy tűz 1500-ban az egész várost a elpusztította. 1643-ban leégett a templom.

## Iskolák

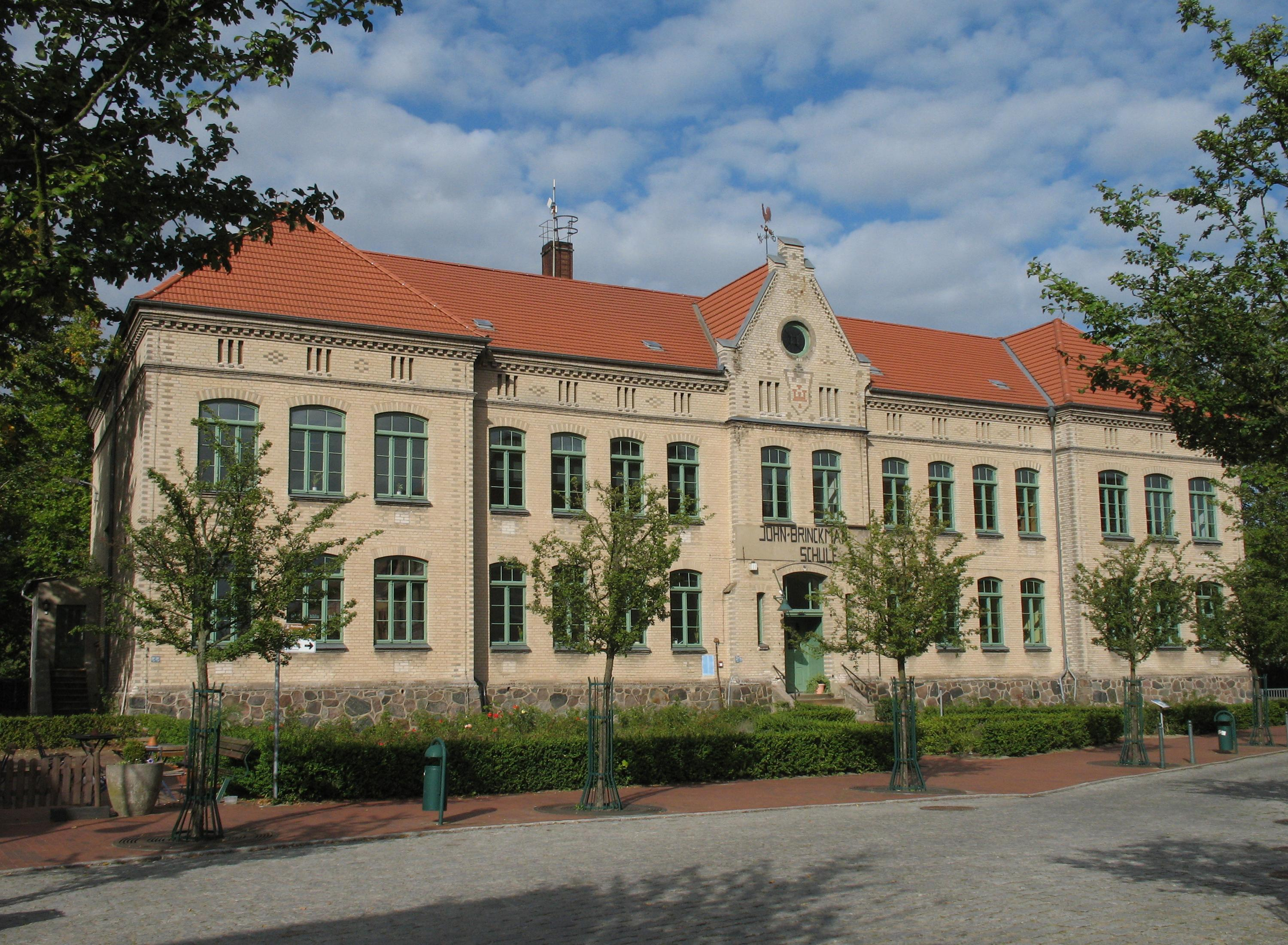
Az iskola

Két iskola van a városban.

## Turistalátványosságok
- gótikus templom
- tanácsház

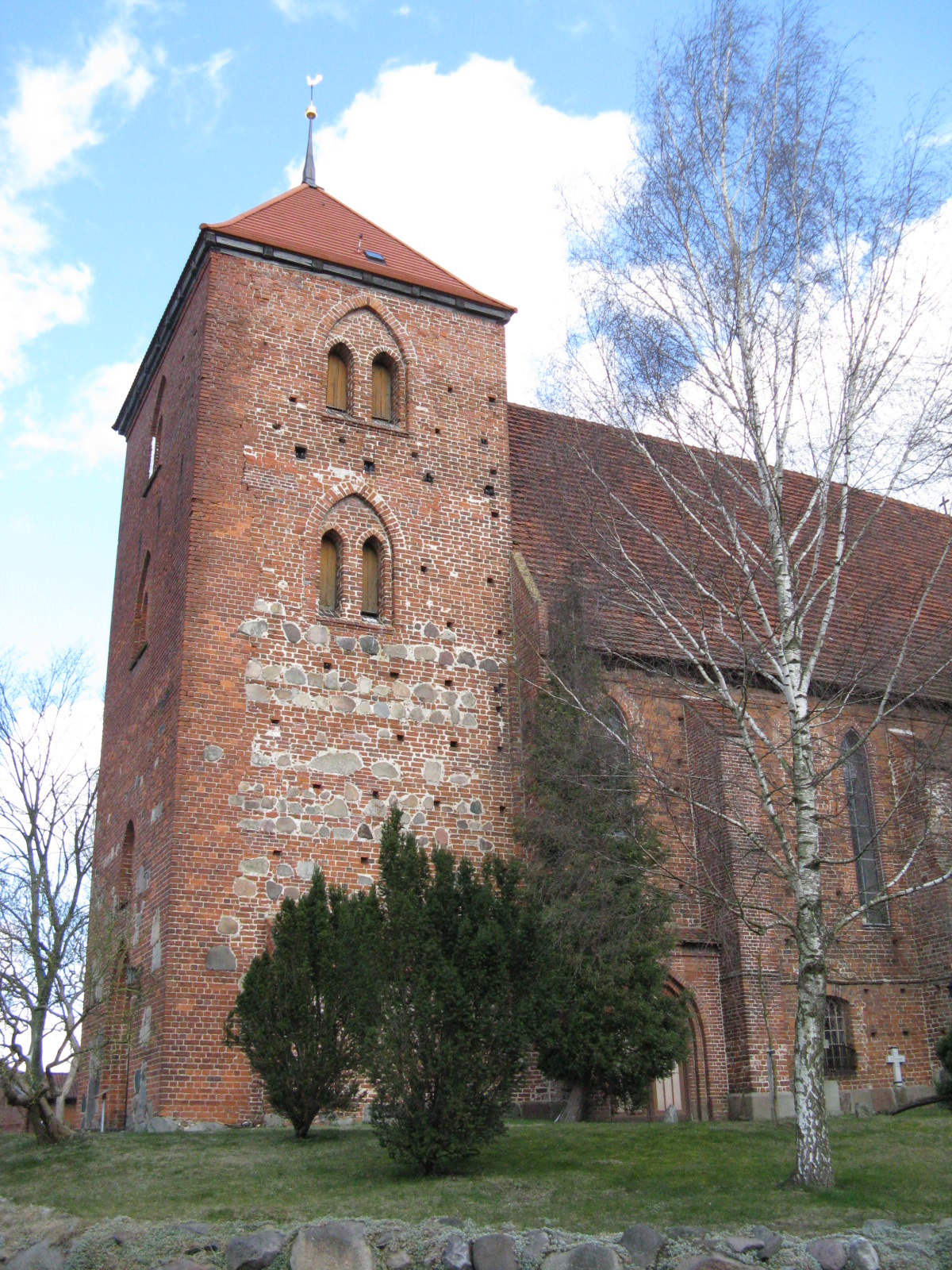
A templom

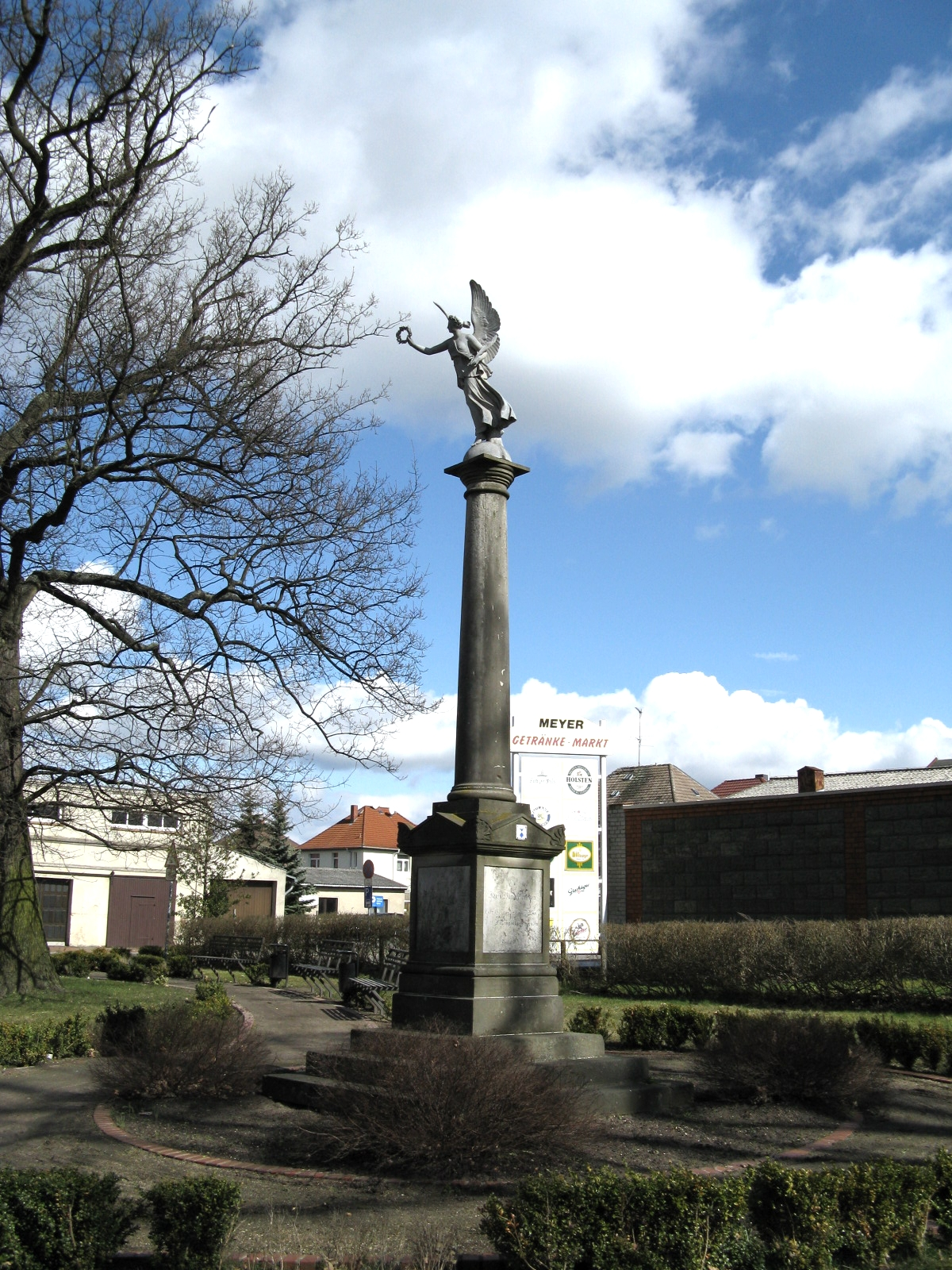
1870/71-es műemlék

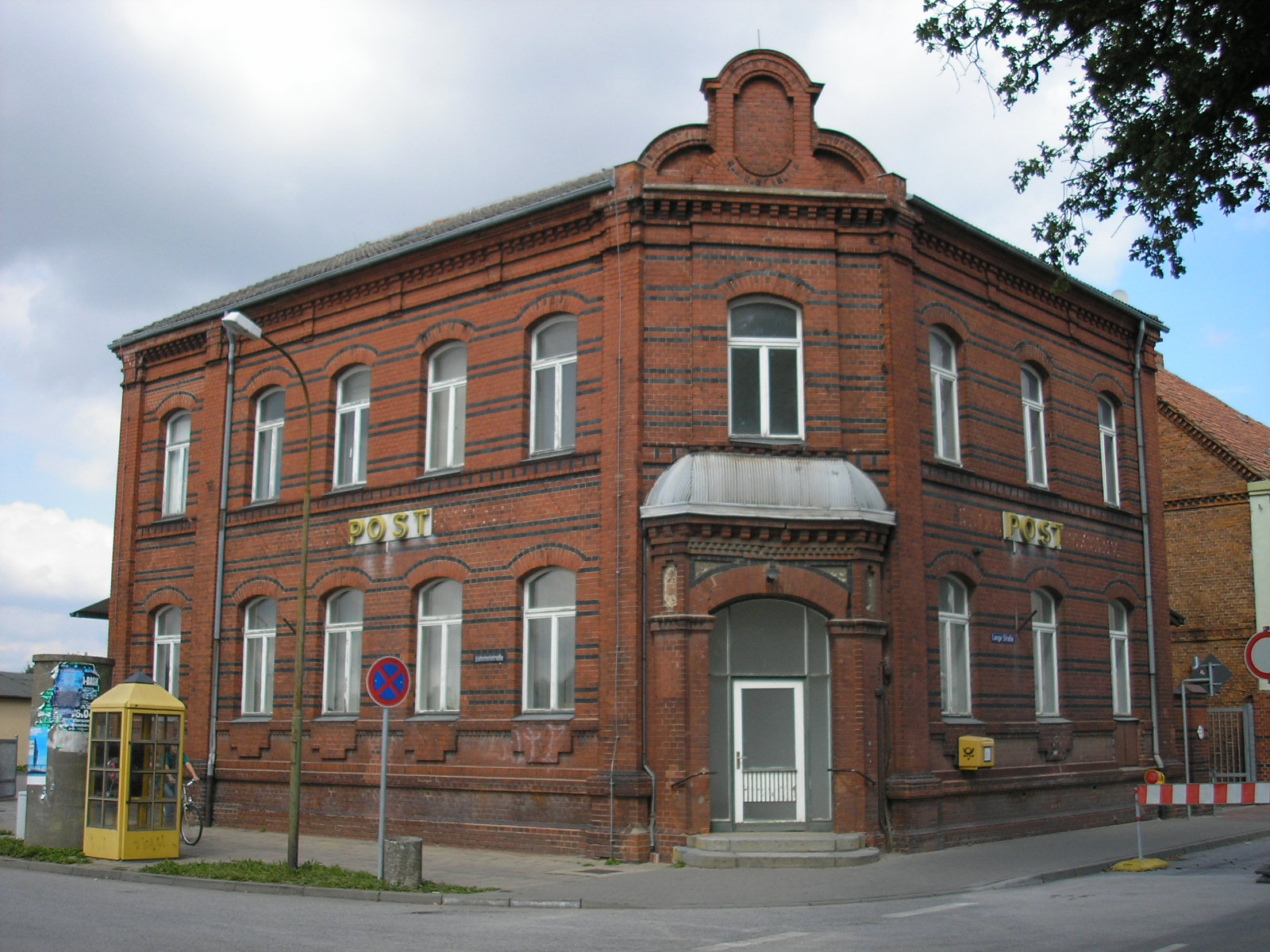
A posta

- természeti múzeum a vízimalomban (paraszt-kerttel)
- az óváros
- a háború-emlékmű  (Az 1870–71-es német-francia háború; egy Viktoria-val  Christian Daniel Rauch-tól)